# Arquidiocese de Goa e Damão
A Arquidiocese de Goa e Damão (em latim: Archidiœcesis Goanus et Damanensis) é uma arquidiocese da Igreja Católica na Índia. É a mais antiga diocese em atividade no Oriente, sendo suas origens vinculadas à chegada dos portugueses à costa do Malabar. O arcebispo de Goa e Damão também utiliza o título de Primaz das Índias ou Primaz do Oriente e honorificamente recebe o título de Patriarca das Índias Orientais.
Seu atual arcebispo metropolita é desde 2004 o cardeal Filipe Neri Ferrão. A sé episcopal da arquidiocese é a Sé de Santa Catarina, em Goa Velha e a sua concatedral é o Santuário de Nossa Senhora dos Mares, em Damão. A sua basílica menor é a Basílica do Bom Jesus, em Goa. Estão sob sua jurisdição eclesiástica as igrejas e conventos de Goa.

## Território
A arquidiocese compreende os seguintes territórios na Índia: o estado de Goa e o território da União de Dadrá e Nagar Aveli e Damão e Diu. O território da arquidiocese está subdividido em 174 paróquias, servidas por 716 padres.

## História

Distribuição de goeses católicos na Índia

Após a conquista de Goa, por Afonso de Albuquerque, em 1510, o rei Dom D. Manuel I mandou construir uma capela em homenagem a Santa Catarina, consagrada padroeira da cidade, em 1518. Para o governo dos cristãos na região, mandou Duarte Nunes, O.P., bispo titular de Laodiceia, que governou até 1527. Sucedeu-lhe Dom Fernando Vaqueiro, O.F.M., que governou o lugar de 1529 a 1535.
D. João III então encomendou a construção de uma catedral em Goa e dessa forma conseguiu do papa Clemente VII a ereção da Diocese de Goa em 31 de janeiro de 1533, pela bula papal Romani Pontificis Circumspectio. A jurisdição da nova diocese estendia-se então desde o cabo da Boa Esperança até à China e Japão. Em 3 de novembro de 1534 a ereção da diocese foi confirmada pela bula Aequum reputamus do Papa Paulo III, pois a morte de Clemente VII havia impedido a publicação da bula de ereção. A diocese era originalmente sufragânea da arquidiocese do Funchal.
A pedido da Regência em nome de D. Sebastião, em 4 de fevereiro de 1557 o papa Paulo IV separou a Diocese de Goa da Província Eclesiástica de Lisboa e elevou-a a arquidiocese metropolitana, tendo por sufragâneas as dioceses de Cochim e Malaca. Com o decorrer do tempo outras dioceses foram incluídas na área Metropolitana de Goa: Macau, Funay no Japão, Cranganor e Meliapor na Índia, Nanquim e Pequim na China, Moçambique em África e ainda Damão.
Por breve de 13 de dezembro de1572 o Papa Gregório XIII concedeu ao arcebispo de Goa o título de Primaz do Oriente. Em 1857, Goa havia ganho diversas dioceses sufragâneas no subcontinente indiano mas retinha apenas Macau e Moçambique fora da referida zona geográfica.
Em 23 de janeiro de 1886, o papa Leão XIII, por meio da constituição apostólica Humanae Salutis Auctor, investiu o Arcebispo de Goa com o título de Patriarca ad honorem das Índias Orientais. No mesmo ano, a Arquidiocese de Cranganor, criada pelo breve Multa praeclare do papa Gregório XVI em 24 de abril de 1838, foi dissolvida e o título anexado ao da Diocese de Damão, criada por meio da bula Humanae salutis do papa Leão XIII e dissolvida em 1 de maio de 1928 com a bula Inter Apostolicam e anexada à Arquidiocese de Goa. Desde essa data, o arcebispo passou a ser chamado por Arcebispo de Goa e Damão, possuindo também as designações de Patriarca das Índias Orientais e Arcebispo Titular de Cranganore.
Em 1940, Díli foi elevada a diocese e colocada como sufragânea de Goa ao passo que Moçambique foi no mesmo ano desmembrada da Arquidiocese Metropolitana. Em 1953 a Arquidiocese de Goa perdeu as dioceses sufragâneas de Cochim, Meliampor e Canara no seguimento da reorganização territorial eclesiástica do novo estado indiano.
A 18 de dezembro de 1961, a União Indiana invadiu os territórios de Goa, Damão e Diu e no ano seguinte o Arcebispo Patriarca Dom José Vieira de Alvernaz abandonou o território. Em 1965, o território de Diu foi confiado à Sociedade Missionária de São Francisco Xavier. A complexa questão da invasão da Índia Portuguesa, levou a que a Santa Sé apenas em 1975 tenha aceite a resignação do último Patriarca, colocando a Arquidiocese de Goa diretamente subordinada à Santa Sé. As dioceses de Macau e Díli foram também desmembradas da província eclesiástica e colocadas também diretamente subordinadas à Santa Sé.
Pela bula "Quoniam Archdioecesi" de 30 de janeiro de 1978, o papa Paulo VI nomeou Raul Nicolau Gonçalves para arcebispo de Goa e Damão com o título "ad honorem" de Patriarca das Índias Orientais. Pela bula "Inter Gravissimas" de 12 de dezembro de 2003, o papa João Paulo II nomeou Filipe Neri do Rosário Ferrão como novo arcebispo de Goa e Damão concedendo-lhe igualmente "ad honorem" o título de Patriarca. A atribuição do título de Patriarca não é obrigatória sendo uma prerrogativa do Santo Padre.
A Arquidiocese de Goa e Damão permaneceu até 25 de novembro de 2006 como apenas arquidiocese imediatamente submetida à Santa Sé, já que se tratava de um arcebispo que não era metropolita, uma vez que a arquidiocese não tinha dioceses sufragâneas desde 1 de janeiro de 1975, quando as dioceses de Macau e de Díli foram separadas dela. Em 25 de novembro de 2006, o papa Bento XVI resolveu esta questão, com a bula Cum Christi Evangelii, ao tornar a Diocese de Sindhudurg uma sufragânea de Goa e Damão, que, juntos, formaram uma nova província eclesiástica.

## Prelados

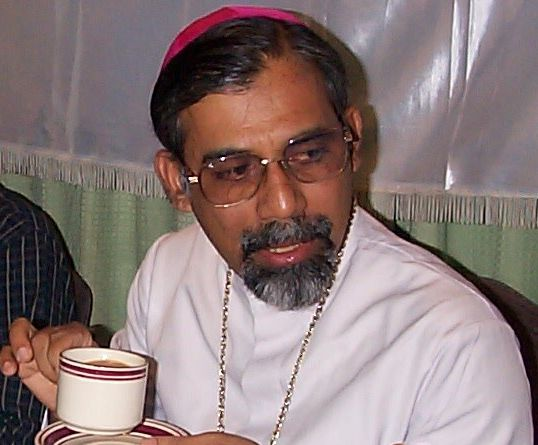
D. Filipe Neri do Rosário Ferrão, primeiro cardeal-arcebispo da história da arquidiocese

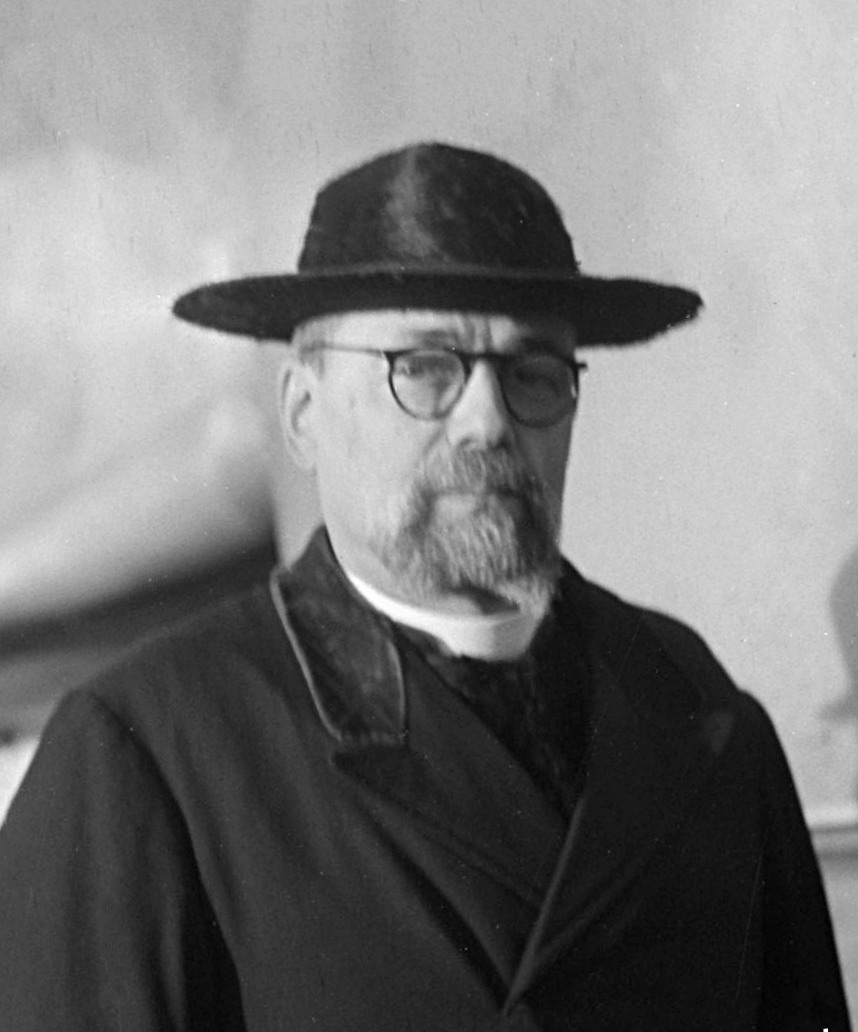
D. José da Costa Nunes, arcebispo de Goa e Damão, depois cardeal

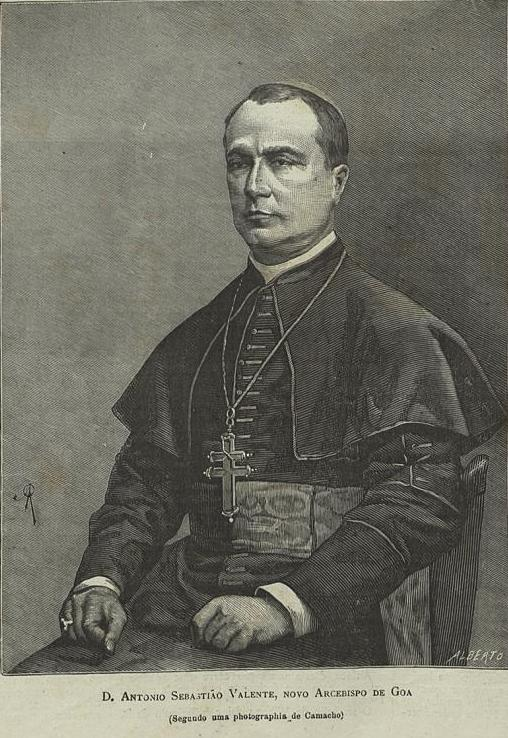
D. António Sebastião Valente, primeiro Patriarca das Índias Orientais

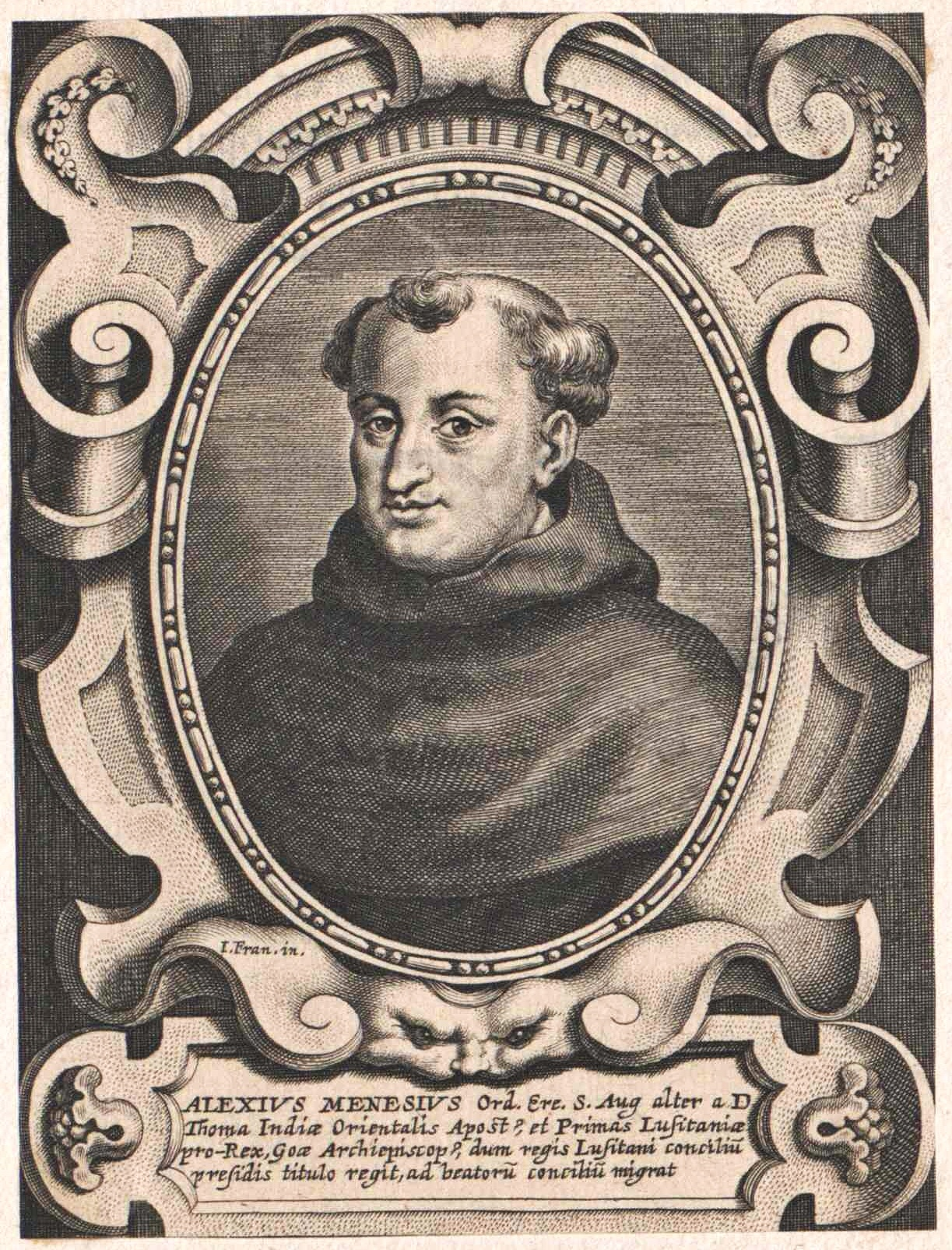
D. Aleixo de Menezes, arcebispo de Goa, depois arcebispo de Braga e vice-rei de Portugal

|                                | Nome                                         | Período     | Notas                                                                                            |
| Arcebispos                     | Arcebispos                                   | Arcebispos  | Arcebispos                                                                                       |
| ------------------------------ | -------------------------------------------- | ----------- | ------------------------------------------------------------------------------------------------ |
| 34º                            | Filipe Neri do Rosário Ferrão                | 2004– atual | atual arcebispo, cardeal                                                                         |
| 33º                            | Raul Nicolau Gonçalves                       | 1978–2004   | primeiro goês arcebispo                                                                          |
| 32º                            | José Vieira Alvernaz                         | 1953–1975   | último arcebispo do período português                                                            |
| 31º                            | José da Costa Nunes                          | 1940–1953   | Depois cardeal                                                                                   |
| 30º                            | Teotónio Vieira de Castro                    | 1929–1940   |                                                                                                  |
| 29º                            | Mateus de Oliveira Xavier                    | 1909–1929   |                                                                                                  |
| 28º                            | António Sebastião Valente                    | 1882-1908   | primeiro Patriarca das Índias Orientais                                                          |
| 27º                            | Aires de Ornelas e Vasconcelos               | 1875-1880   |                                                                                                  |
| 26º                            | João Crisóstomo de Amorim Pessoa             | 1862-1874   | depois arcebispo de Braga                                                                        |
| 25º                            | José Maria da Silva Torres                   | 1844-1851   |                                                                                                  |
| 24º                            | Frei Manuel de São Galdino, O.F.M.           | 1812-1831   |                                                                                                  |
| 23º                            | Frei Manuel de Santa Catarina, O.C.D.        | 1784-1812   |                                                                                                  |
| 22º                            | Frei Francisco da Assunção e Brito, O.S.A.   | 1773-1783   |                                                                                                  |
| 21º                            | António Brum da Silveira                     | 1750-1773   |                                                                                                  |
| 20º                            | Frei Lourenço de Santa Maria e Melo, O.F.M.  | 1741-1750   | Depois arcebispo-bispo de Faro                                                                   |
| 19º                            | Frei Eugénio de Trigueiros, O.S.A.           | 1741        | Faleceu antes da posse.                                                                          |
| 18º                            | Frei Inácio de Santa Teresa, O.S.A.          | 1721-1740   |                                                                                                  |
| 17º                            | Sebastião de Andrade Pessanha                | 1715-1721   |                                                                                                  |
| 16º                            | Frei Agostinho da Anunciação, O. Cristo      | 1690-1713   |                                                                                                  |
| 15º                            | Frei Alberto de São Gonçalo da Silva, O.S.A. | 1686-1688   |                                                                                                  |
| 14º                            | Manuel de Sousa Meneses                      | 1680-1684   |                                                                                                  |
| 13º                            | Frei António Brandão, O.Cist.                | 1674-1678   |                                                                                                  |
| 12º                            | Frei Cristóvão da Silveira, O.S.A.           | 1670-1673   |                                                                                                  |
| 11º                            | Frei Francisco dos Mártires, O.F.M.          | 1635-1652   |                                                                                                  |
| 10º                            | Frei Manuel Teles de Brito, O.P.             | 1631-1633   |                                                                                                  |
| 9º                             | Frei Sebastião de São Pedro, O.S.A.          | 1624-1629   |                                                                                                  |
| 8º                             | Frei Cristóvão de Sá e Lisboa, O.S.H.        | 1612-1622   |                                                                                                  |
| 7º                             | Frei Aleixo de Meneses                       | 1595-1612   | Depois arcebispo de Braga e vice-rei de Portugal                                                 |
| 6º                             | Frei Mateus de Medina, O. Carm.              | 1588-1593   |                                                                                                  |
| 5º                             | Frei João Vicente da Fonseca, O.P.           | 1583-1586   |                                                                                                  |
| 4º                             | Frei Henrique de Távora e Brito, O.P.        | 1578-1581   |                                                                                                  |
| 3º                             | Gaspar Jorge de Leão Pereira                 | 1571-1576   | Reconduzido                                                                                      |
| 2º                             | Frei Jorge Temudo, O.P.                      | 1567-1571   |                                                                                                  |
| 1º                             | Gaspar Jorge de Leão Pereira                 | 1558-1567   |                                                                                                  |
| Arcebispos coadjutores         |                                              |             |                                                                                                  |
|                                | José Vieira Alvernaz                         | 1950-1953   |                                                                                                  |
|                                | Manuel de São Galdino, O.F.M.                | 1804-1812   |                                                                                                  |
| Bispos                         |                                              |             |                                                                                                  |
| -                              | Simião Purificação Fernandes                 | 2024-       | Bispo auxiliar                                                                                   |
| -                              | Filipe do Rosário Ferrão                     | 1993-2004   | Bispo auxiliar                                                                                   |
| -                              | Raul Nicolau Gonçalves                       | 1967-1978   | Bispo auxiliar                                                                                   |
| -                              | Francisco Xavier da Piedade Rebelo           | 1963-1966   | Bispo auxiliar, administrador apostólico sede plena entre 1966 e 1972.                           |
| -                              | Manuel Maria Ferreira da Silva               | 1931-1940   | Bispo auxiliar, depois superior geral da Sociedade Portuguesa das Missões Católicas Ultramarinas |
| -                              | António Joaquim de Medeiros                  | 1882-1884   | Bispo auxiliar, depois bispo de Macau                                                            |
| -                              | Tomás Gomes de Almeida                       | 1879-1883   | Bispo auxiliar, depois bispo da Guarda                                                           |
| -                              | Joaquim de Santa Rita Botelho                | 1851 - ???? | Bispo de Cochim, vigário capitular e governador do arcebispado de Goa                            |
| -                              | Pedro da Silva                               | 1688-1690   | Bispo de Cochim, como administrador apostólico                                                   |
| -                              | Frei Miguel da Cruz Rangel, O.P.             | 1634-1635   | Bispo de Cochim, como administrador apostólico                                                   |
| -                              | Frei João da Rocha                           | 1630-1631   | bispo titular de Hierapolis, como administrador apostólico                                       |
| -                              | Domingos Torrado, O.E.S.A.                   | 1605-1612   | Bispo auxiliar, bispo-titular de Fisicula                                                        |
| -                              | Diogo da Conceição de Araújo, O.E.S.A.       | 1595-1597   | Bispo auxiliar, bispo titular de Calama                                                          |
| -                              | André de Santa Maria, O.F.M.                 | 1593-1595   | Bispo de Cochim, como administrador apostólico                                                   |
| -                              | Jorge de Santa Luzia, O.P.                   | 1559-1560   | Bispo de Malaca, como administrador apostólico                                                   |
| 2º                             | Frei João Afonso de Albuquerque, O.F.M.      | 1539-1553   |                                                                                                  |
| 1º                             | Francisco de Melo                            | 1533-1536   | Primeiro bispo de Goa, não chegou a tomar posse.                                                 |
| Padres e freis administradores |                                              |             |                                                                                                  |
| -                              | António João de Ataíde                       | 1839-1844   | padre                                                                                            |
| -                              | António Feliciano de Santa Rita Carvalho     | 1837-1839   | vigário capitular e governador do arcebispado de Goa                                             |
| -                              | Paulo António Dias da Conceição              | 1835-1837   | padre, administrador da Sé                                                                       |
| -                              | José Paulo da Costa Pereira de Almeida       | 1831-1835   | padre, Deão da Sé                                                                                |
| -                              | Gonçalo Veloso                               | 1629 - 1630 | vigário capitular                                                                                |
| -                              | Frei Domingos da Trindade                    | 1612        | governador                                                                                       |

## Documentos pontifícios
- «Bula Aequum reputamus» (em latim). in Bullarium patronatus Portugalliae regum, Tomus I, pp. 148–152
- «Bula Etsi Sancta» (em latim). in Bullarium patronatus Portugalliae regum, Tomus I, pp. 191–192
- «Bula Humanae salutis» (em italiano)
- «Bula Inter Apostolicam» (PDF) (em latim). AAS 20 (1928), p. 247
- «Bula Ad nominum» (PDF) (em latim). AAS 68 (1976), p. 307
- «Bula Cum Christi Evangelii» (em latim)
- «Ereção da nova Província Eclesiástica de Goa e Damão» (em italiano)